# Notostilbops fulvipes
Notostilbops fulvipes là một loài tò vò trong họ Ichneumonidae.